# Sozial-Nationale Versammlung
Die Sozial-Nationale Versammlung (ukrainisch Соціал-Національна Асамблея, SNA) ist ein Zusammenschluss mehrerer ukrainischer nationalistischer und neonazistischer Organisationen, als ihr paramilitärischer Teil gilt die Gruppe Patriot der Ukraine. Vorsitzender der Sozial-Nationalen Versammlung ist Andrij Bilezkyj, der auch Kommandeur des damals rechtsextremen, paramilitärischen Verbandes „Regiment Asow“ war.

## Geschichte
Die SNA wurde 2008 gegründet. Die Gruppe führte u. a. im Jahr 2010 eine gewalttätige Aktion in Wassylkiw durch, die sich gezielt gegen ausländische Händler richtete. 2011 versuchten drei ihrer Mitglieder, darunter Wolodymyr Schpara und Ihor Mossijtschuk, ein Lenindenkmal auf dem Kiewer Flughafen zu sprengen. Im Januar 2014 wurden sie zu jeweils sechs Jahren Haft verurteilt. Das Urteil führte zu Protesten und gewalttätigen Ausschreitungen, bei denen elf Menschen verletzt wurden. Am 24. Februar 2014 wurden die Verurteilten im Rahmen einer von der Werchowna Rada erlassenen Amnestie zu politischen Gefangenen erklärt und freigelassen.
Im Rahmen der Radikalisierung des Euromaidan war die Organisation im November 2013 ein Mitbegründer der paramilitärischen Sammlungsbewegung Prawyj Sektor. Schpara und Mosijtschuk gehören der Führungsebene des Regiments Asow an.

## Ideologie
Bei der Sozial-Nationalen Versammlung handelt es sich um eine neonazistische Bewegung mit totalitärer Ideologie, die für eine „rassenreine Ukraine“ eintritt. Die Ideologie der Organisation wird von dem ukrainischen Politologen Anton Schechowzow und Andreas Umland als offen neonazistisch bewertet.